# Eduardo Angel Barbero
Eduardo Angel Barbero (Córdoba, 16 novembre 1963) è un allenatore di calcio ed ex calciatore argentino, di ruolo attaccante.

## Caratteristiche tecniche
Schierato a inizio carriera come centravanti, viene spostato all'ala nel corso della sua militanza nel Talleres (C) a causa della concorrenza del nazionale José Daniel Valencia. In questo ruolo si segnala spesso come valido uomo-assist.

## Carriera

### Giocatore

#### Club
Esordisce nella massima serie argentina a 16 anni, con la maglia del Talleres (C), rimanendovi fino al 1982; l'anno seguente milita nell'Instituto (C) di Cordoba, con cui disputa 11 incontri nella seconda divisione argentina. Successivamente passa al Santamarina, con cui ottiene l'ammissione al campionato di Primera División 1985, e nel 1985 milita nella Liga Marplatense de fútbol con il General Mitre.
Nel 1985 viene acquistato dalla Fiorentina, ma a causa della modifica della normativa sui calciatori oriundi entrata in vigore quell'anno deve disputare due stagioni nelle serie dilettantistiche prima di poter essere schierato. Viene quindi mandato in prestito al Grosseto, dove resta per due stagioni caratterizzate da difficoltà economiche che lo portano a impiegarsi come fornaio e fattorino: nella prima la squadra giunge seconda nel campionato di Promozione Toscana 1985-1986, venendo ripescata nel Campionato Interregionale, mentre nella stagione 1986-1987 i maremmani retrocedono.
Tornato a Firenze, passa alla Rondinella: nella stagione 1987-1988 segna 4 gol in 30 partite nel campionato di Serie C2, sotto la guida dell'ex nazionale brasiliano Amarildo. Inizia la stagione successiva ancora nella squadra fiorentina, prima di trasferirsi per un biennio nella Turris, ancora in Serie C2, dove ritrova Amarildo come allenatore. Nella stagione 1990-1991 gioca nuovamente in Interregionale col Grosseto, con cui arriva settimo in classifica segnando un gol in 22 presenze.
Abbandonato definitivamente il professionismo, prosegue tra i dilettanti della Toscana con Bibbiena (con cui vince il campionato di Eccellenza), Nuova Grosseto e Roccatederighi, dove inizia anche l'attività di allenatore fondando una scuola calcio.

#### Nazionale
Ha militato nelle nazionali giovanili argentine sul finire degli anni settanta.

### Allenatore
Rimasto a Grosseto, diventa allenatore della squadra Allievi per la stagione 2003-2004. Si occupa ancora di giovani con il SauroRispescia, una squadra dilettantistica della Provincia di Grosseto, e nel 2007 diventa consulente di mercato per conto della Massetana.
Nella stagione 2013-2014 ha allenato i Giovanissimi del Gavorrano. Nella stagione 2014-2015 e nella stagione 2015-2016 è stato responsabile della Scuola Calcio ed allenatore degli Esordienti della SauroRispescia.